# Западна Бенгалия
Западна Бенгалия (на бенгалски: পশ্চিমবঙ্গ; на английски: West Bengal; на български срещано и като Западен Бенгал и Бангла) е щат в източната част на Индия.
Столица и най-голям град е Колката (името му до 1999 година е Калкута). Населението наброява 84,600 млн. души (4-то място в Индия след Утар Прадеш, Махаращра и Бихар, 2005 г.).

## География
Площ – 88 752 км² (13-о място). На север граничи с планинската система Хималаи.
Климат – тропически, влажен, мусонен. Дъждовете достигат до 1400 – 1800 мм в година, в Хималаите достигат повече от 3000 мм. Дъждовният период продължава от юни до октомври, сухи и прохладни месеци са ноември – февруари, сухи и горещи са от март до май.

## Икономика
Западна Бенгалия се характеризира с високо развита лека, тежка, хранително-вкусова и въгледобивна промишленост. Тук се добива 20% от електроенергията на Индия.